# Erik Wahlberg (kemist)
Hans Erik Wahlberg, född 13 juni 1884 i Vimmerby, död 30 januari 1964 i Västerås, var en svensk skolman och kemist.
Erik Wahlberg var son till borgmästaren Otto Gustaf Wahlberg och Nanny Maria Hult. Han avlade mogenhetsexamen i Västervik 1903 och studerade därefter vid Uppsala universitet där han blev  blev filosofie kandidat 1907, filosofie licentiat 1911 och filosofie doktor 1914. Efter tjänstgöring som extra lärare vid Örebro tekniska elementarskola 1914–1916 var han kemist vid ASEA i Västerås 1916, vid Aktiebolaget Cellulosa i Stockholm 1917 och vid Pappersmassekontoret i Stockholm 1918–1922. Han återgick 1922 till lärarbanan, där han efter förordnanden på olika orter blev adjunkt i matematik, fysik och kemi vid Eksjö högre allmänna läroverk 1931 samt lektor i fysik och kemi vid Västerås högre allmänna läroverk 1933. Han erhöll avsked 1952. På uppdrag av cellulosaföretag i Sverige och Finland eller med understöd av Ingenjörsvetenskapsakademien utförde han 1918–1929 teknisk-kemiska undersökningar. Wahlberg publicerade ett flertal arbeten inom organisk kemi och teknisk kemi som Om pivylättikester (1914, doktorsavhandling), Kemiska undersökningar å svensk tall och gran (1921), Det kemiska förloppet vid kokning av cellulosa enligt de alkaliska metoderna (1929), Über einige Derivate der Dimetylpentanonsäure (1932) och Cellulosablekning under bestrålning (1934).